# Вадіно
Вадіно (рос. Вадино) — селище Сафоновського району Смоленської області Росії. Входить до складу Вадінського сільського поселення.
Населення — 1507 осіб (2007 рік).